# Genaemirum rhinoceros
Genaemirum rhinoceros là một loài tò vò trong họ Ichneumonidae.